# Fulda Reifen
Fulda Reifen (wcześniej Gummiwerke Fulda) – niemiecki producent opon z siedzibą w Hanau.
Przedsiębiorstwo zostało założone w 1900 roku przez dwóch biznesmenów Gustava Beckera i Moritza Hasenclevera w miejscowości Fulda. W roku 1906 przedsiębiorstwo rozpoczęło produkcję opon do samochodów, motocykli oraz rowerów. W 1915 roku wyprodukowało pierwszą oponę do ciężarówek, a w 1987 roku do pojazdów z napędem na cztery koła. W 1962 roku marka stała się częścią amerykańskiego koncernu Goodyear. Obecnie Fulda jest jednym z największych producentów opon pneumatycznych w Niemczech.